# Tetraleurodes malayensis
Tetraleurodes malayensis là một loài côn trùng cánh nửa trong họ Aleyrodidae, phân họ Aleyrodinae.
Tetraleurodes malayensis được Mound & Halsey miêu tả khoa học đầu tiên năm 1978.